# Marcia Cross
Marcia Anne Cross (Marlborough, 25 marzo 1962) è un'attrice statunitense.
È nota principalmente per il ruolo di Bree Van de Kamp nell'acclamata serie televisiva Desperate Housewives (2004-2012), grazie al quale si aggiudica due Screen Actors Guild e un Satellite Award, oltre che tre candidature ai Golden Globe e una agli Emmy.

## Biografia

### Le origini e gli studi
Di origini tedesche, nasce nel 1962 a Marlborough, Massachusetts. Si laurea con il massimo dei voti alla prestigiosa Juilliard School e consegue una laurea in psicologia alla Antioch University di Los Angeles. Inizia anche il tirocinio necessario per svolgere la professione di psicologo ma successivamente cambia idea e decide di dedicarsi totalmente ad una carriera nella recitazione.

### I primi ruoli
Ottiene il primo impiego nella soap opera statunitense Ai confini della notte nel 1984, in cui interpreta il controverso ruolo di una paleontologa ninfomane. Successivamente si aggiudica ruoli di guest star in serie tv come Cin Cin, Casalingo Superpiù e In viaggio nel tempo. Nel 1991 si aggiudica un discreto ruolo di notorietà interpretando Victoria Broyelard nella tredicesima stagione di California.

### La carriera

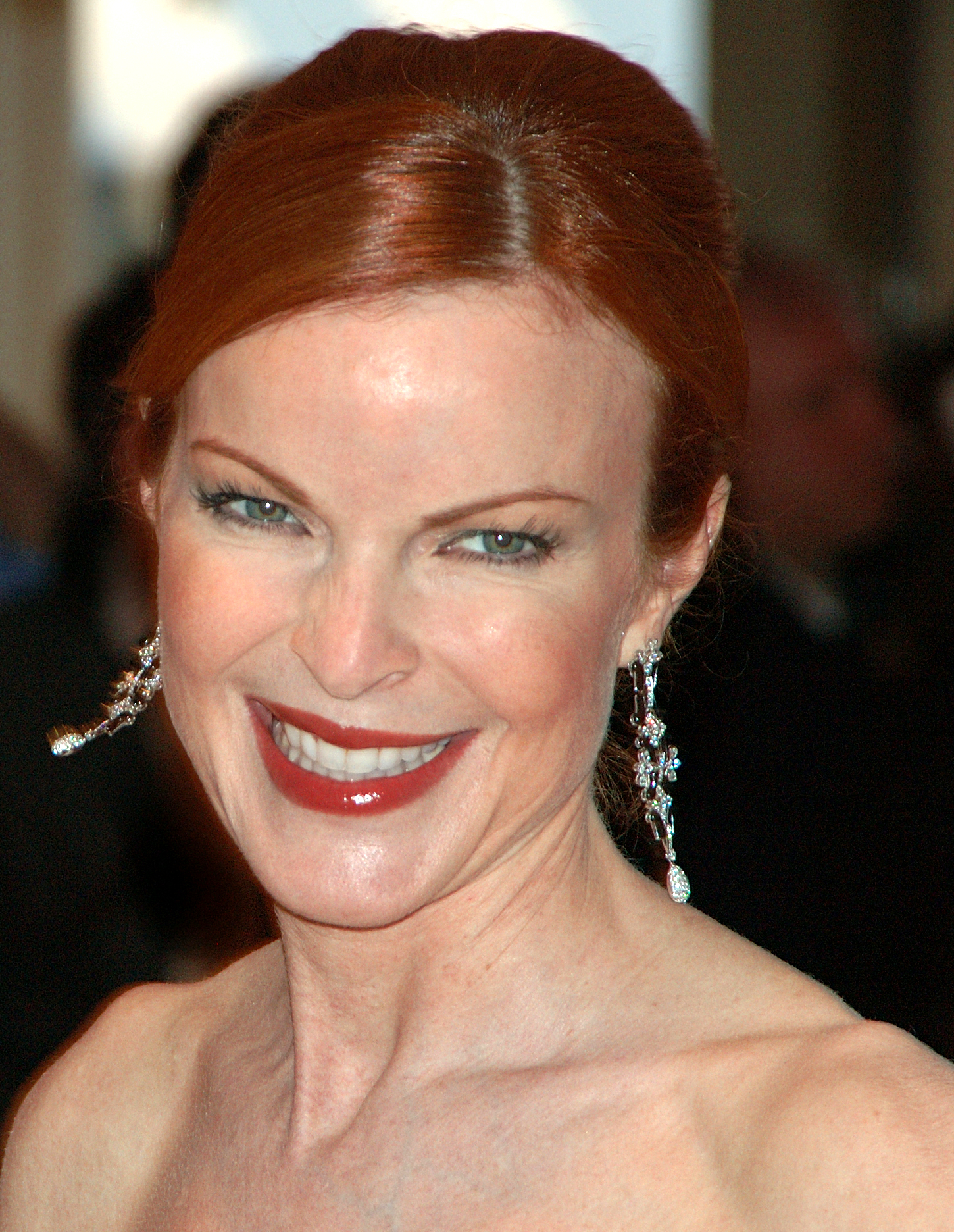
Marcia Cross nel 2008

La sua carriera di attrice prende il volo con la partecipazione al telefilm Melrose Place, che la tiene impegnata dal 1992 al 1997, in cui interpreta la dottoressa Kimberly Shaw, uno dei personaggi che ottiene maggior successo nella serie. Anche la partecipazione alla serie Everwood (2003-2004) contribuisce ad aumentare la sua popolarità, ma la vera consacrazione mondiale avviene nel 2004, quando si aggiudica la parte di Bree Van de Kamp in Desperate Housewives, ruolo che le fa ricevere diversi premi tra cui un Satellite Award, 2 Screen Actors Guild Award, una nomina agli Emmy, una ai Television Critics Association Award e che tra 2005 e il 2007 le fa ricevere tre nomination ai Golden Globe per la miglior attrice in una serie commedia o musicale. Altre sue incursioni in televisione riguardano i telefilm CSI, Profiler, Ally McBeal e Il tocco di un angelo. Al cinema i suoi film degna di nota sono Cattive compagnie (1990), dove interpreta Ruth, assillante fidanzata del protagonista James Spader e Perversioni femminili (1996). Entrambi i film ricevono critiche positive.

### Vita privata
La Cross è stata partner dell'attore Richard Jordan, tra il 1985 e il 1993, fino alla morte di lui. Ha sposato Tom Mahoney il 24 giugno 2006 e il 20 febbraio 2007 ha avuto le due figlie gemelle, per le quali si è dovuta assentare per sette episodi da Desperate Housewives.

## Riconoscimenti
Tutti i premi (e relative nomination) sono stati ottenuti per la performance nella serie Desperate Housewives.
- Golden Globe
  - 2005 - Nomination Miglior attrice
  - 2006 - Nomination Miglior attrice
  - 2007 - Nomination Miglior attrice
- Emmy
  - 2005 - Nomination Miglior attrice
- Prism Awards
  - 2005 - Nomination Performance in a Comedy Series
  - 2007 - Nomination Performance in a Comedy Series
  - 2009 - Nomination Performance in a Comedy Series
  - 2012 - Nomination Performance in a Comedy Series
- Satellite Award
  - 2005 - Miglior attrice
  - 2006 - Nomination Miglior attrice
- Screen Actors Guild Award
  - 2005 - Miglior cast
  - 2006 - Miglior cast
  - 2007 - Nomination Miglior cast
  - 2008 - Nomination Miglior cast
  - 2009 - Nomination Miglior cast
- Television Critics Association Awards
  - 2005 - Nomination Individual Achievement in Comedy

## Filmografia

### Cinema
- Cattive compagnie (Bad Influence), regia di Curtis Hanson (1990)
- Ripple, regia di Jonathan Segal (1995) - cortometraggio
- Perversioni femminili (Female Perversions), regia di Susan Streitfeld (1996)
- Always Say Goodbye, regia di Joshua Beckett (1997)
- Dancing in September, regia di Reggie Rock Bythewood (2000)
- Bank, regia di Sinan Çetin (2002) - cortometraggio
- The Wind Effect, regia di Paul Todisco (2003) - cortometraggio
- Just Peck, regia di Michael A. Nickles (2009)
- Bringing Up Bobby, regia di Famke Janssen (2011)
- The Secret of Karma, regia di Milan Friedrich e Dalibor Stach (2011)
- All the Way to the Ocean, regia di Douglas Rowell (2016) - cortometraggio animato, voce
- Behind the Curtain of Night, regia di Dalibor Stach (2021) - (in post produzione)

### Televisione
- Ai confini della notte (The Edge of Night) – serie TV, episodio 1x07 (1984)
- Brass - film TV (1985)
- Un salto nel buio (Tales from the Darkside) - serie TV, episodio 2x21 (1986)
- Gli ultimi giorni di Frank e Jesse James - film TV (1986)
- George Washington II: The Forging of a Nation - film TV (1986)
- Pros & Cons - film TV (1986)
- Destini (Another World) – serie TV (1986)
- Una vita da vivere (One Life to Live) – serie TV, 8 episodi (1986–1988)
- Quasi adulti (Almost Grown) – serie TV, episodio 1x01 (1988)
- Booker – serie TV, episodio 1x03 (1989)
- It's Garry Shandling's Show – serie TV, episodio 3x11 (1989)
- Cin Cin (Cheers) – serie TV, episodio 7x21 (1989)
- Just Temporary - film TV (1989)
- Casalingo Superpiù (Who's the Boss?) – serie TV, episodio 6x06 (1989)
- Doctor Doctor  – serie TV, episodio 2x4 (1989)
- In viaggio nel tempo (Quantum Leap) – serie TV, episodio 2x17 (1990)
- Sotto zero - film TV (1990)
- Jake & Jason detectives – serie TV, episodio 4x17 (1991)
- Pros and Cons - serie TV, episodio 1x7 (1991)
- California (Knots Landing) – serie TV, 7 episodi (1991–1992)
- La signora in giallo (Murder, She Wrote) – serie TV, episodio 8x16 (1992)
- Ma che ti passa per la testa? (Herman's Head) – serie TV, episodio 1x24 (1992)
- Melrose Place – serie TV, 114 episodi (1992–1997)
- Raven – serie TV, episodio 2x06 (1993)
- Mantide - film TV (1994)
- La legge di Burke (Burke's Law) – serie TV, episodio 2x04 (1995)
- Mother's Day - film TV (1995)
- La mamma di un angelo - film TV (1996)
- Seinfeld – serie TV, episodio 9x07 (1997)
- Obiettivo Terra - film TV (1998)
- Il tocco di un angelo (Touched by an Angel) – serie TV, episodio 6x08 (1999)
- Crescere, che fatica! (Boy Meets World) – serie TV, episodi 7x02–7x04–7x07 (1999)
- Oltre i limiti (The Outer Limits) – serie TV, episodio 5x13 (1999)
- Spin City – serie TV, episodio 5x01 (2000)
- Profiler - Intuizioni mortali (Profiler) – serie TV, episodio 4x13 (2000)
- Ally McBeal – serie TV, episodio 4x02 (2000)
- CSI - Scena del crimine (CSI: Crime Scene Investigation) – serie TV, episodio 2x11 (2001)
- Squadra Med - Il coraggio delle donne (Strong Medicine) – serie TV, episodio 2x07 (2001)
- Vivendo nella paura - film TV (2001)
- Bad News Mr. Swanson - film TV, (2001)
- Eastwick - film TV (2002)
- The King of Queens – serie TV, episodi 5x02–5x16 (2002–2003)
- Everwood – serie TV, 18 episodi (2003–2004)
- Desperate Housewives – serie TV, 173 episodi (2004–2012)
- Desperate Housewives: Oprah Winfrey Is the New Neighbor – cortometraggio TV (2005)
- Fatrick - film TV (2014)
- Law & Order - Unità vittime speciali (Law & Order: Special Victims Unit) – serie TV, episodio 16x16 (2015)
- Quantico – serie TV, 15 episodi (2015–2017)
- Ned and Stacey – serie TV, 3 episodi (2017)
- Youth & Consequences – miniserie TV, 6 episodi (2018-2021)
- This Close – serie TV, 1 episodio (2019)
- The Edge of Sleep – serie TV, 5 episodi (2019)
- Soundtrack – serie TV, 1 episodio (2019)
- Jane the Novela - film TV (2019)
- You - serie TV, 2 episodi (2021)
- Monarch - serie TV (2022)

## Doppiatrici italiane
Nelle versioni in italiano dei suoi lavori, Marcia Cross è stata doppiata da:
- Franca D'Amato in Desperate Housewives - I segreti di Wisteria Lane, Law & Order - Unità vittime speciali, Quantico, You
- Roberta Greganti in Melrose Place
- Antonella Rinaldi in Obiettivo Terra
- Beatrice Margiotti in Everwood
- Alessandra Korompay in La signora in giallo
- Pinella Dragani in CSI: Scena del crimine